# Alfred Staar
Alfred Staar (Viena (Àustria), 2 de juny de 1938 - Trenta, Goriška (Eslovènia), 28 d'abril, 2000.)
Alfred Staar ha estat una icona de la música clàssica a Viena, i tots els músics que volien entrar a l'Orquestra Filharmònica van prendre lliçons d'ell. (si eren acceptats). La influència d'Alfred Staar continua sentint-se encara avui dia: no menys de 22 dels seus antics alumnes actualment ocupen càrrecs a la Filharmònica de Viena. A més hi d'altres a intèrprets actuant de solistes, com Mario Gheorghiu, Milan Šetena, o Daniel Froschauer.
Com a intèrpret va actuar amb el "El Quintet" de la Filharmònica de Viena, el "Weller-Quartett", la "Filharmònica de Viena" i l'"Orquestra Wiener Kantaten".

## Enregistraments
Enregistraments d'Alfred Staar i el "Weller Quartet" del segell DECCA
- Joseph Haydn: String Quartet, Op. 33 No. 1 in B minor
- Joseph Haydn: String Quartet, Op. 33 No. 2 in E flat major 'The Joke'
- Joseph Haydn: String Quartet, Op. 33 No. 3 in C major ‘The Bird'
- Joseph Haydn: String Quartet, Op. 1 No. 3 in D major
- Joseph Haydn: String Quartet, Op. 33 No. 4 in B flat major
- Joseph Haydn: String Quartet, Op. 33 No. 5 in G major
- Joseph Haydn: String Quartet, Op. 33 No. 6 in D major
- Joseph Haydn: String Quartet, Op. 103 in D minor
- Ludwig van Beethoven: String Quartet No. 10 in E flat major, Op. 74 'Harp
- Ludwig van Beethoven: String Quartet No. 11 in F minor Op. 95 'Serioso,
- Ludwig van Beethoven: String Quartet No. 12 in E flat major, Op. 127
- Carl Ditters von Dittersdorf: String Quartet No. 5 in E flat major
- Johann Baptist Wanhal: String Quartet in F major
- Wolfgang Amadeus Mozart: Mozart: String Quartet No. 21 in D major, K575 'Prussian No. 1
- Wolfgang Amadeus Mozart: String Quartet No. 23 in F Major, K590 'Prussian No. 3
- Wolfgang Amadeus Mozart: String Quartet No. 3 in G major, K156
- Johannes Brahms: String Quartet No. 1 in C minor, Op. 51 No. 1
- Johannes Brahms: String Quartet No. 2 in A minor, Op. 51 No. 2
- Franz Schubert: String Quintet in C major, D956
- Franz Schubert: String Quartet No. 12 In C Minor, D.703 - "Quartettsatz"
- Alban Berg: String Quartet, Op. 3
- Dmitri Xostakovitx: String Quartet No. 10 in A flat major, Op. 118